# Libina
Libina (niem. Mährisch Liebau) – gmina w Czechach, w powiecie Šumperk, w kraju ołomunieckim. Według danych z dnia 1 stycznia 2012 liczyła 3493 mieszkańców.
Dzieli się na trzy części:
- Libina
- Dolní Libina
- Obědné